# Réserves de biosphère en Bulgarie
La Bulgarie possède 6 réserves de biosphère (en bulgare : Биосферен резерват) reconnues par l'Unesco dans le cadre du programme sur l'homme et la biosphère à partir de 1977. 

## Liste
| Réserve de biosphère                           | Année de reconnaissance | Surface totale (ha) | Illustration |
| ---------------------------------------------- | ----------------------- | ------------------- | ------------ |
| Réserve de biosphère de Bistrichko Branichté   | 1977                    | 1 061,6             |              |
| Réserve de biosphère d'Ouzounboudja (en)       | 1977                    | 3,018               |              |
| Réserve de biosphère de Srébarna               | 1977                    | 902,1               |              |
| Réserve de biosphère de Tchervenata sténa (bg) | 1977                    | 65 409,399          |              |
| Réserve de biosphère de Tchoupréné (bg)        | 1977                    | 1,982               |              |
| Réserve de biosphère des Balkans               | 2017                    | 369 005,61          |              |

## Anciennes réserves de biosphère
La liste suivante présente les réserves de biosphère supprimées en 2020 à la demande de la Bulgarie :
- Réserve de biosphère d'Alibotouch, 1977
- Réserve de biosphère de Doupki-Djindjiritza, 1977
- Réserve de biosphère de Mantaritza, 1977
- Réserve de biosphère d'Ouzounboudja, 1977
- Réserve de biosphère de Parangalitza, 1977